# Endropiodes abjecta
Endropiodes abjecta là một loài bướm đêm trong họ Geometridae.